# Práh chudoby

Procento populace žijící za méně než 1,25 USD na den (žijící pod hranicí absolutní chudoby). Odhad OSN z let 2000–2007

Práh chudoby, hranice chudoby či linie chudoby je nejnižší výše příjmu, který je ještě považován za dostatečný v určité zemi. V praxi, stejně jako definice chudoby, je obvyklá nebo oficiální přijímaná hranice chudoby mnohem vyšší ve vyspělých zemích než v rozvojových zemích.
Mezinárodní práh chudoby byl v minulosti přibližně 1 USD na den. V roce 2008 zvýšila Světová banka práh chudoby na 1,25 USD na den, založený na paritě kupní síly z roku 2005.
Práh chudoby se obvykle určuje vypočítáním celkové ceny všech nezbytných prostředků, které průměrná dospělá osoba spotřebuje za jeden rok. Nejvyšší z těchto výdajů jsou obvykle náklady na bydlení, proto ekonomové vždy věnovali část své pozornosti realitnímu trhu, který měl velký vliv na výši hranice chudoby.
Mezi individuální faktory mající vliv na výši hranice chudoby se obvykle počítají situace, jako například jestli je osoba rodič, staršího věku, dítě, rodinný stav atd. Práh chudoby může být upravován každý rok.
V Evropské unii se práh chudoby podle Eurostatu stanovuje na úroveň 60 % mediánu příjmů v dané společnosti (medián je střední hodnota, tzn. 50 % příjmů je vyšší a 50 % příjmů nižší). Podle OECD je to 50 % mediánu.
V roce 2010 byla hranice chudoby v České republice pro jednotlivce stanovena na měsíční příjem netto do 10 422 (ročně 125 067 Kč) a žilo pod ní 936,4 tisíc osob. Jestliže osoba žije pod hranicí chudoby, mluvíme o tom, že je ohrožena příjmovou chudobou.
Čtyřčlenná rodina (dvě děti do 14 let) je v České republice "chudá", pokud jejich měsíční příjem nedosahuje do 21 889 Kč (ročně 262 668 Kč), je v Lucembursku, když má měsíční příjem do 94 740 Kč (ročně 1 136 880 Kč), v Rumunsku pouze do 5 879 Kč (ročně 70 548 Kč). Hranice "chudoby" v Lucembursku je tedy 16,1krát vyšší než v Rumunsku.

## Absolutní chudoba
Absolutní chudoba je úroveň chudoby definovaná minimálními možnými potřebami na jídlo, oblečení, zdravotní péči a obydlí. Aby byla absolutní, musí být hranice stejná ve všech rozdílných zemích, kulturách a technologických úrovních. Absolutní chudoba by měla zahrnovat pouze spotřebu jedince a měla by být nezávislá na jakýchkoliv změnách v distribuci příjmů. Myšlenka za absolutní chudobou je taková, že náklady na přežití by měly být stejné ve všech zemích po světě, a že pro každého by měly platit stejné standardy co se týče nezbytných potřeb. Jestliže v ekonomice reálný příjem každého jedince vzroste a rozdělení příjmů zůstane stejné, absolutní chudoba se sníží (na rozdíl od relativní chudoby).
Určování hranice chudoby jako všeobecné hodnoty má tu výhodu, že ji lze aplikovat na různé lokace a časová období, ulehčuje srovnávání mezi nimi. Na druhou stranu je nevýhodou absolutní chudoby to, že náklady na život nejsou stejné ve všech místech na světě a časových obdobích. Mohou se lišit ceny zboží, služeb a také jsou odlišnosti dány rozdílnými přírodními podmínkami – například náklady na topení atd.
Tento typ určování hranice chudoby je často dáván do kontrastu s relativní chudobou (viz níže), která klasifikuje jedince nebo rodiny jako chudé srovnáváním s ostatními jedinci nebo rodinami v určité lokalitě, která je studována, namísto porovnáváním k předem danému bodu.
Termín absolutní chudoba je také často používán jako synonymum k pojmu extrémní chudoba. V tomto kontextu absolutní chudoba znamená nepřítomnost dostatku zdrojů (jako například peníze) potřebných pro zajištění základních životních potřeb.
Podle deklarace OSN, která byla výsledkem Světového summitu o sociálním rozvoji v Kodani v roce 1995, je absolutní chudoba „stav charakterizovaný kritickou nouzí o základní lidské potřeby, včetně jídla, pitné vody, hygienických potřeb, zdraví, obydlí, vzdělání a informací. Nezávisí pouze na příjmu, ale také na dostupnosti služeb.“
Studie Davida Gordona pro OSN dále definuje absolutní chudobu jako absenci jakýchkoliv dvou z následujících osmi základních potřeb:
- Jídlo: Index tělesné hmotnosti musí být vyšší než 16
- Pitná voda: Voda nesmí pocházet pouze z řek a jezer a musí být blízko dostupná (méně než 15 minut chůze ke zdroji vody)
- Hygienická zařízení: Toalety nebo latríny musí být přístupné v domově nebo poblíž
- Zdraví: Musí být poskytnuta péče pro závažná onemocnění a pro těhotenství
- Obydlí: Domy musí mít méně než čtyři osoby žijící v jedné místnosti. Podlaha nesmí být z hlíny nebo bláta.
- Vzdělání: Každý musí navštěvovat školu nebo se jinak naučit číst
- Informace: Každý musí mít doma přístup k novinám, rádiu, televizi, počítači nebo telefonu
- Přístup ke službám: Tuto potřebu Gordon nedefinuje, obvykle se tím však rozumí celá škála vzdělávacích, zdravotních, právních, sociálních a finančních služeb.

Například, osoba, která žije v domě s hliněnou podlahou, je považována za strádající v oblasti obydlí. Osoba, která nikdy nenavštěvovala školu a neumí číst, je považována za strádající v oblasti vzdělání. Osoba, která nemá přístup k novinám, televizi, rádiu nebo telefonu je považována za strádající v oblasti informací. Kdo nesplňují aspoň dva z těchto předpokladů – například žijí v domě s hliněnou podlahou a neumí číst – se považujíi za žijící v absolutní chudobě.

## Relativní chudoba
Relativní chudoba definuje chudobu jako žití pod určitým relativním prahem chudoby. Například, tvrzení že „domácnosti s celkovým příjmem menším než 60 % mediánu příjmu odpovídajících domácností žijí v chudobě,“ používá relativní měření pro stanovení chudoby. V tomto systému platí, že jestliže se reálný příjem každé osoby v ekonomice zvýší, ale distribuce příjmů zůstane stejná, pak míra relativní chudoby zůstane také stejná.
To znamená, že téměř v každém případě budou v systému nějaké rodiny žijící v relativní chudobě, i když budou mít vysoký životní standard (až na případ, kdy by měli všichni téměř stejný příjem).
Měření relativní chudoby může mít někdy za výsledek neobvyklé hodnoty, zejména v malé populaci. Například jestliže medián ročního přijmu domácnosti je v bohaté čtvrti 5 milionů Kč, pak rodina, jejíž roční příjem je 500 tisíc Kč, bude považována na stupnici relativní chudoby za chudou, přestože tato rodina netrpí nouzí o své základní potřeby. Na druhé straně, jestliže ve velmi chudé čtvrti medián příjmu domácnosti je pouze 50 % toho, kolik je potřeba ke koupi jídla, nebude domácnost s mediánovým příjmem považována za chudou na stupnici relativní chudoby, i když je zcela jasně chudá na stupnici absolutní chudoby.
Měření relativní chudoby je prakticky stejné jako měření příjmové nerovnosti: Pokud společnost má více vyrovnanou distribuci příjmů, relativní chudoba se sníží. Jestliže se společnost ekonomicky změní takovým způsobem, který poškodí více ty s vyšším příjmem, než ty s nižším, relativní chudoba se sníží, ale každý člen společnosti na tom bude o něco hůř. Obdobně v opačném směru: je možné snižovat absolutní chudobu a přitom zvyšovat relativní chudobu ve společnosti.
Pojem relativní chudoba může znamenat i „mírnou chudobu“ – například životní úroveň nebo výše příjmu je dostatečně vysoká, aby zajistila základní potřeby (jako vodu, jídlo, oblečení, obydlí a základní zdravotní péči), ale je stále výrazně menší, než příjem většiny populace.

## Základní potřeby
Některá měření kombinují určité charakteristiky absolutní i relativní chudoby. Například podle Fraser institute, který publikuje studie týkající se chudoby v Kanadě, „základní potřeby jsou zčásti absolutní (seznam je omezen na předměty a služby požadované pro dlouhodobý důstojný život) a zčásti relativní, odrážející standardy, které se vztahují na současnou společnost, ve které jedinec žije.“ Seznam potřeb podle Fraser institute pro solidní život v  zahrnuje kromě jídla, obydlí, oblečení a zdravotní péče také hygienu, nábytek, dopravu, komunikaci, praní prádla a pojištění domácnosti. Seznam je kritizován pro nezahrnutí předmětů, jako jsou kabelová televize, denní noviny a lístky do kina nebo na sportovní utkání.

## Národní hranice chudoby

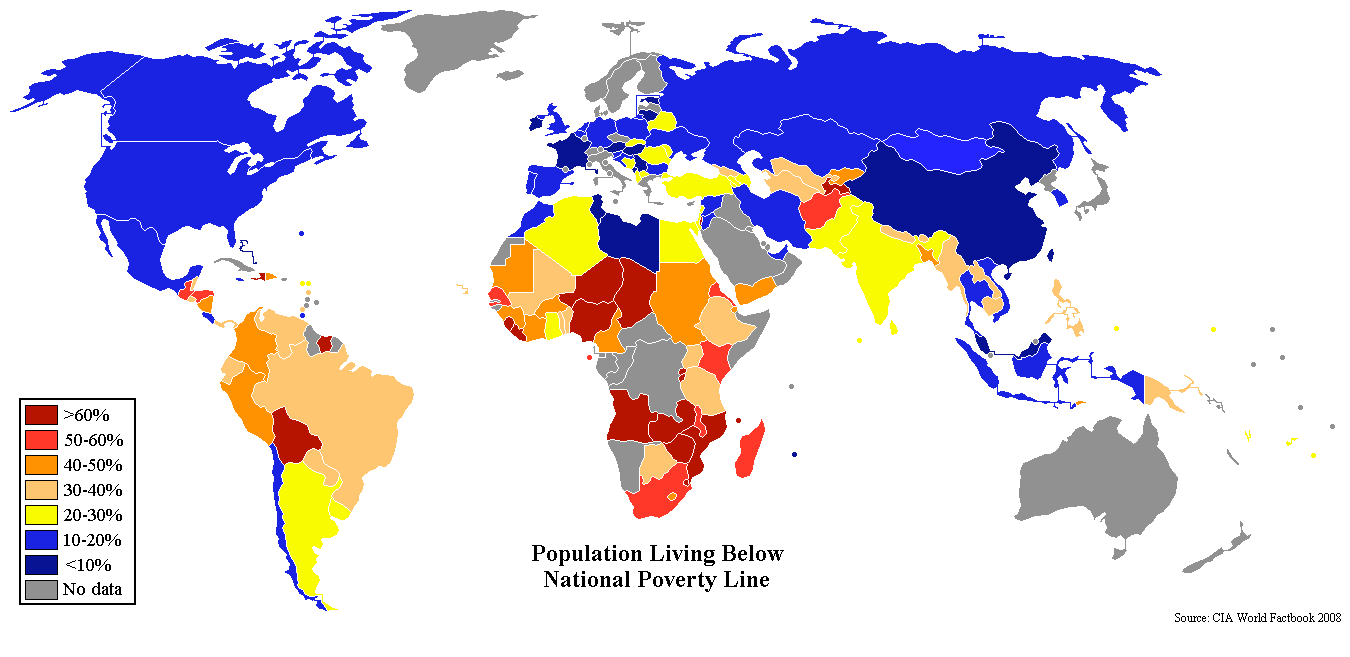
Mapa založena na datech CIA World Factbook znázorňující procento populace žijící pod lokální hranicí chudoby

Národní odhady jsou založeny na odhadech z průzkumů mezi domácnostmi. Definice hranice chudoby se mezi zeměmi značně liší. Například bohaté státy obecně přijímají více velkorysé hranice chudoby než chudé státy. Z tohoto důvodu nelze srovnávat hodnoty týkající se relativní chudoby různých zemí.
Ve Spojených státech byla v roce 2010 hranice chudoby pro osobu mladší 65 let 11 344 USD ročního příjmu; hranice pro čtyřčlennou rodinu (včetně dvou dětí) byla 22 133 USD ročního příjmu. Podle dat amerického Úřadu pro sčítání lidu, zveřejněných 13. září 2011, se v roce 2010 zvedla hranice chudoby o 15,1 procenta.
Ve Velké Británii více než pět milionů lidí – přes pětinu (23 procent) všech zaměstnanců mělo v dubnu 2006 menší plat než 6,67 libry na hodinu (přes 12 000 liber ročně pro 35 hodinový pracovní týden). Tato částka se zakládá na 60 % mediánu platů všech zaměstnanců na plný úvazek.
Na druhou stranu, indická oficiální hranice chudoby je různá pro městské a venkovské oblasti. Pro obyvatele měst je hranice chudoby definována jako žití za méně než 538,60 rupií (přibližně 195 Kč) na měsíc, zatímco pro obyvatele venkova je hranice chudoby definována jako žití za méně než 356,35 rupií na měsíc (přibližně 132 Kč).

## Hranice chudoby v Evropské unii
Podle Eurostatu se hranice chudoby vypočítá jako 60 % národního ekvivalizovaného příjmu na spotřební jednotku. Ekvivalizovaný (poměrný) příjem se vypočítá jako podíl celkového čistého peněžního příjmu domácnosti a součtu jejích spotřebních (ekvivalentních) jednotek. Přepočet na spotřební jednotku zohledňuje demografické složení domácnosti. Výpočet těchto jednotek odráží existenci úspor z rozsahu úspor na předměty a služby, které slouží více členům domácnosti, jako např. domácí spotřebiče a elektřina. Pro výpočet míry chudoby se používá tzv. modifikovaná stupnice OECD, která přiřazuje každému členu domácnosti určitou váhu (první dospělé osobě v domácnosti váhu 1, dalším osobám starším 13 let včetně váhu 0,5 a osobám mladším 13 let váhu 0,3). Vypočtený ekvivalizovaný příjem se poté přiřadí každému členu domácnosti (včetně dětí, které mají tedy ekvivalizovaný příjem stejný jako dospělé osoby). Ze všech ekvivalizovaných příjmů v určitě populaci se poté vypočítá medián. Podle Eurostatu tedy hranice chudoby je 60 % tohoto příjmu.
Míra ohrožení příjmovou chudobou v populaci odpovídá procentu osob s příjmy nižšími, než je hranice chudoby. Osoba je ohrožena příjmovou chudobou, pokud její ekvivalizovaný příjem nedosahuje této hranice. V roce 2008 bylo 17 % obyvatel Evropské unie ohroženo příjmovou chudobou; z osob mladších 17 let včetně to bylo 20 %, z osob starších 65 let včetně to bylo 19 % a ze zaměstnaných to bylo 8 %.

### Hranice chudoby v České republice
Následující tabulka ukazuje hranici chudoby a počet osob ohrožených chudobou v Česku mezi lety 2005 a 2013. Údaje z roku 2013 jsou pouze předběžné výsledky, podle těchto výsledků byla hranice chudoby v tomto roce 116,2 tisíc Kč (na osobu ročně) a pod touto hranicí žilo přibližně 871 800 osob.
|                                          | 2005   | 2006   | 2007  | 2008  | 2009  | 2010  | 2011   | 2012   | 2013  |
| ---------------------------------------- | ------ | ------ | ----- | ----- | ----- | ----- | ------ | ------ | ----- |
| hranice chudoby (roční příjem v tis. Kč) | 81,0   | 85,8   | 92,3  | 101,1 | 109,2 | 112,0 | 114,1  | 114,95 | 116,2 |
| počet osob ohrožených chudobou (v tis.)  | 1049,3 | 1001,4 | 983,4 | 925,2 | 884,9 | 936,4 | 1007,8 | 990,3  | 871,8 |

V roce 2010 žilo pod hranicí příjmové chudoby 40,6% nezaměstnaných, druhou nejohroženější skupinou jsou nepracující důchodci (8,1 % v roce 2009). Z pracujících osob žilo pod hranicí příjmové chudoby v roce 2010 4,2 %. Co se týče domácností, nejohroženější skupinou jsou neúplné rodiny se závislými dětmi (okolo 40% žijících pod hranicí příjmové chudoby), dále rodiny se třemi a více dětmi (22-24 %).

## Kritika
Používání hranice chudoby je problematické, protože příjem mírně nad touto hranicí není z hlediska životního standardu příliš odlišný od příjmu mírně pod touto hranicí. Negativní dopady chudoby mají sklon být spíše související nežli oddělené a podobně nízký příjem může postihnout různé osoby různými způsoby (v závislosti na věku, v případě absolutní hranice chudoby na oblasti, ve které žijí atd.).
Hranice chudoby spočívá pouze na kvantitativních (číselných) datech. V případě, že jsou použity další ukazatele lidského rozvoje, jako například zdraví a vzdělání, musí být kvantifikovány, což není jednoduchý (pokud vůbec splnitelný) úkol.

### Přehánění chudoby
Darované věci a peníze se nezahrnují při vypočítávání hranice chudoby. Například, jestliže rodiče platí dospělému synovi nájem na jeho byt přímo majiteli bytu, namísto předání peněz na nájem synovi, poté se tyto peníze nepočítají jako synův příjem. Jestliže kostel nebo jiná nezisková organizace věnuje postarší osobě jídlo, pak se hodnota tohoto jídla nezapočítává jako příjem této osoby. Rea Hederman, která pracuje jako analytik v Centru pro analýzu dat v Heritage Foundation řekla 
Oficiální měření hranice chudoby započítává pouze peněžní příjem. Za příjem nepovažuje programy proti chudobě jako potravinové lístky, podporu bydlení, zdravotní podpory, školní obědy a další druhy podpor. To znamená, že tyto programy bojují proti chudobě, ale nejsou Washingtonem započítávány při zjišťování hranice chudoby.
Studie, které poměřují rozdíl mezi příjmem před a po zdanění a jiných vládních převodech nicméně zjistily, že bez těchto programů by byla chudoba přibližně o 30 až 40 % vyšší než ukazuje oficiální hranice chudoby, navzdory tomu, že mnoho jejich výhod není započítáváno jako příjem.
Dále, americký Úřad pro sčítání lidu počítá hranici chudoby jako jednu hodnotu pro celé Spojené státy bez ohledu na lišící se životní náklady v jednotlivých státech a městských oblastech. Například životní náklady v Kalifornii, třetím největším státě, měly výši 142 % amerického průměru v roce 2010, zatímco Texas, druhý největší stát USA, měl životní náklady rovnající se 90 % amerického průměru.